# Ciepły guzik

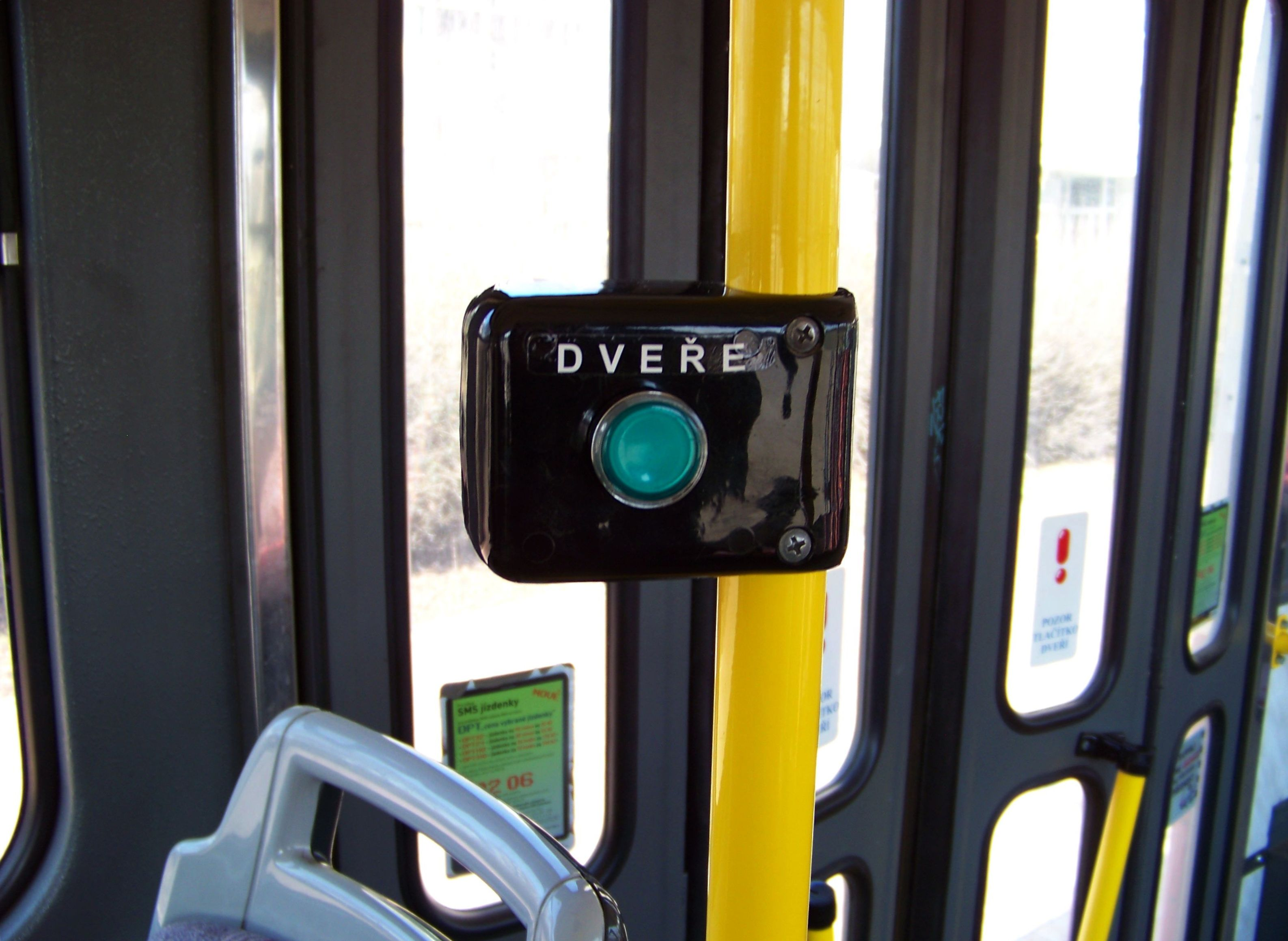
przycisk otwierania drzwi w tramwaju

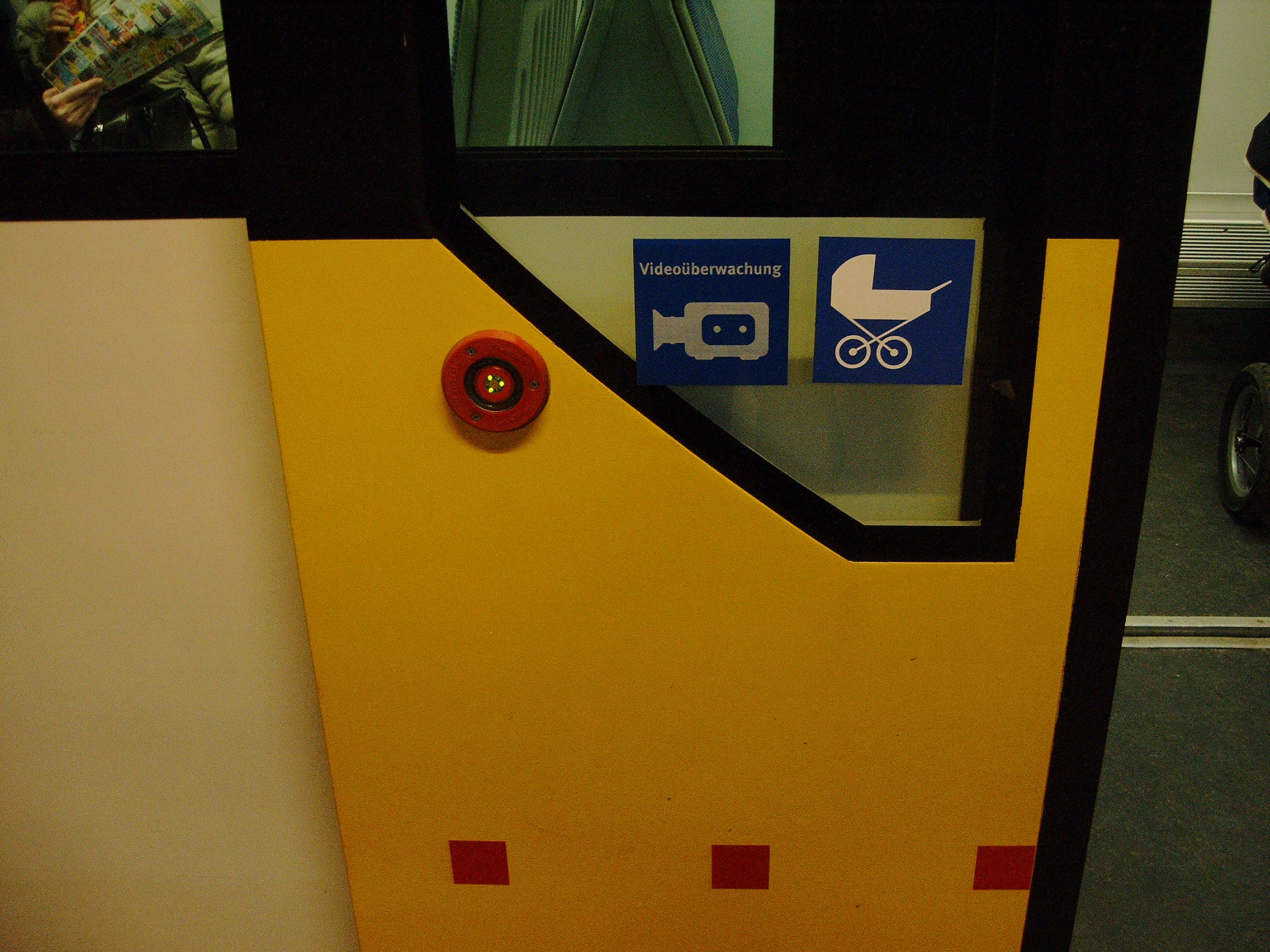
przycisk zewnętrzny na skrzydle drzwi

Ciepły guzik, indywidualne otwieranie drzwi – potoczne określenie funkcji dostępnej w części środków transportu publicznego (autobusach, trolejbusach, tramwajach, pociągach), pozwalającej na indywidualne otwieranie drzwi zewnętrznych pojazdu przez pasażera, przy pomocy przycisków (także nazywanych „ciepłymi guzikami”).
Indywidualne otwieranie stosowane jest w pojazdach z drzwiami automatycznymi, otwieranymi ze stanowiska prowadzącego pojazd. Zadziałanie „ciepłego guzika” zależne jest od aktywowania tej funkcji przez kierowcę (co uniemożliwia otwieranie drzwi w czasie jazdy), który zazwyczaj ma także możliwość samodzielnego otwierania wszystkich lub pojedynczych drzwi pojazdu. Zamykanie drzwi otwieranych funkcją „ciepłego guzika” następuje bez udziału pasażera: przez prowadzącego pojazd, lub samoczynnie po upływie zadanego czasu. 
Zdarza się, że mimo dostępnej w pojeździe funkcji indywidualnego otwierania drzwi, jest ona wyłączona, a prowadzący na każdym przystanku otwiera wszystkie drzwi, by przyspieszyć wymianę pasażerów - przykładem jest metro londyńskie.
Indywidualne przyciski przy wejściach ograniczają potrzebę otwierania wszystkich drzwi na każdym przystanku, ułatwiając utrzymanie komfortowej temperatury wewnątrz - w chłodnej porze roku zapobiegają wychładzaniu wnętrza, latem pozwalają na efektywne działanie układu klimatyzacji (jeśli pojazd jest w nią wyposażony).
Nazwa, mimo że ma charakter potoczny, jest stosowana także przez operatorów transportu zbiorowego.
Pokrewnym do powyższego rozwiązaniem, stosowanym np. w autobusach Ikarus 260 i 280, były przyciski „przystanek na żądanie”. Wciśnięcie przycisku uruchamiało lampkę kontrolną w kabinie kierowcy, informującą, które drzwi należy otworzyć na najbliższym przystanku. Obecnie zdarza się, że przyciski przystanku na żądanie i indywidualnego otwarcia drzwi są zintegrowane i oznaczone podwójnie, np. STOP/DRZWI.